# Eduard Rosenstock
Pour les articles homonymes, voir Rosenstock.
Eduard Rosenstock, est un collecteur et botaniste allemand né le 2 juin 1856 à Frankenberg et mort le 29 mai 1938 à Gotha.

## Biographie
Fils de pasteur, il passe son baccalauréat (« Abitur ») en 1875 au lycée d'Hersfeld et devient professeur au lycée de Gotha près d'Erfurt.
Il se spécialise dans les fougères qu'il a collectées en Amérique du Sud et centrale, à Java, en Nouvelle-Guinée et en Afrique de l'Est. Ses échantillons sont conservés au Fielding-Druce Herbarium (université d'Oxford), à l'Herbarium du Jardin botanique national de Belgique et à la collection botanique de Munich (Botanische Staatssammlung München). Il a aussi travaillé à la détermination des spécimens de différents herbiers en particulier de collecteurs français : ceux de l'herbier Roland Bonaparte, de l'herbier Boissier et notamment des échantillons de Nouvelle-Calédonie collectés par Isidore Franc et M. et Mme Le Rat, ou de Formose par le père Faurie. Il a entretenu une correspondance et échangé des échantillons avec les grandes institutions de l'époque.
En 1912, il est nommé membre auxiliaire de l'Académie internationale de géographie botanique (sur proposition de Mgr Léveillé et de Roland Bonaparte).

## Quelques publications
- De Donato, Terentii, et Servio, Vergilii explicatore, syntaxeos latinae interpretibus. - Marggrabovae : ex officina Czyganiana, 1886 (mémoire de thèse)
- Aspidium libanoticum n. sp. - Mémoires de l'Herbier Boissier no 9, 1900
- Hymenophyllaceae Maiayanae - Bulletin du jardin botanique Buitenzorg,1911
- Contribution à l'étude des Ptéridophytes de Colombie - Neuchâtel : Imprimerie Attinger, 1912 - Série : Mémoires de la Société neuchâteloise des Sciences naturelles - Vol.5 (Traduction Otto Fuhrmann)
- Articles dans la revue Repertorium novarum specierum regni vegetabilis[3] :
  - Filices novae. I - 1907 - Volume 4, no 1, p. 2-6
  - Filices novae. II - 1907 - Volume 4, no 19, p. 292-296
  - Filices novae. III - 1908 - Volume 5, no 1, p. 13-17
  - Filices novo-guineenses novae - 1908 - Volume 5, no 3, p. 33-44
  - Filices novae a cl. Dr. O. Buchtien in Bolivia collectae - 1908 - Volume 5, no 15, p. 228-239
  - Filices novo-guineenses novae - 1908 - Volume 5, no 21, p. 370-376
  - Filices novae a cl. Dr. O. Buchtien in Bolivia collectae - 1909 - Volume 6, no 15, p. 308-316
  - Filices novae. V - 1909 - Volume 7, no 10, p. 146-150
  - Filices Spruceanae adhuc nondum descriptae, in Herbario Rolandi Bonapartii Principis asservatae - 1909 - Volume 7, no 19, p. 289-310
  - Filices novae. VI - 1910 - Volume 8, no 10, p. 163-164
  - Filices novae. VII - 1910 - Volume 8, no 17, p. 277-279
  - Filices costaricenses - 1910 - Volume 9, no 4, p. 67-70
  - Filices novae annis 1909 et 1910 a M. Frank et Le Rat in Nova-Caledonia collectae - 1910 Volume 9, no 4, p. 71-76
  - Filices novae a cl. Dr. O. Buchtien in Bolivia collectae - 1911 - Volume 9, Issue 23, p. 342-344
  - Filices novo-guineenses Kingianae - 1911 - Volume 9, no 27, p. 422-427
  - Filices costaricenses - 1912 - Volume 10, no 18, p. 274-280
  - Filices novo-guineenses Bamlerianae et Keysserianae - 1912 - Volume 10, Issue 21, p. 321-343
  - Filices novae a cl. Dr. O. Buchtien in Bolivia collectae - 1912 - Volume 11, no 4, p. 53-60
  - XXVIII. Filices novoguineenses Keysseranae. - 1913 - Volume 12, no 9, p. 162-181
  - XXX. Blechnum Francii Rosenst., ein neuer Wasserfarn. - 1913 - Volume 12, no 9, p. 191-192
  - XLI. Filices novae in India orientali a cl. A. Meeboldio collectae - 1913 - Volume 12, no 14, p. 245-249
  - LXXXIV. Filices novae a cl. Dr. O. Buchtien in Bolivia collectae - 1913 - Volume 12, no 28, p. 468-477
  - CII. Filices novoguineenses Keysseranae. - 1913 - Volume 12, no 33, p. 524-530
  - Filices extremi orientis novae - 1914 - Volume 13, no 6, p. 120-127
  - Filices extremi orientis novae. II - 1914 - Volume 13, no 9, p 129-135
  - Filices sumatranae novae - 1914 - Volume 13, no 13, p. 212-221
  - Neue Arten und Abarten brasilianischer Pteridophyten - 1924 - Volume 20, no 6, p. 89-95
  - Filices novae a cl. Alfred et Curt Brade in Brasilia collectae. - 1925 - Volume 21, no 21, p. 343-349
  - Filices novae a cl. Alfred et Curt Brade in Costarica collectae - 1925 - Volume 22, no 1, p. 2-23
  - Filices novae a cl. Dr. O. Buchtien in Bolivia collectae. VI - 1928 - Volume 25, no 4 - p 56-64
- Articles dans la revue Hedwigia[4] :
  - Beiträge zur Pteridophytenflora Südbrasiliens II - 1907 - Volume 46 - p. 57-167
  - Filices formosae novae a cl. Pe U. Faurie anno 1914 collectae - 1915 - Volume 56 - p. 333-348
  - Filices novoguineenses novae a cl. G. Bamler anno 1914 collectae- 1915 - Volume 56 - p. 349-354
  - Filices brasilienses novae - 1915 - Volume 56 - p. 355-371

## Plantes qui lui ont été dédiées
Le genre Rodenstockia (Copel.) de la famille des Hyménophyllacées, lui a été dédié ainsi que les plantes suivantes :
- Alsophila rosenstockii Brause (1920) - Cyatheacée de Nouvelle-Guinée
- Blechnum rosenstockii Copel. (1931) - Blechnacée de Nouvelle-Guinée
- Dennstaedtia rosenstockii Alderw. (1912) - Dennstaedtiacée de Nouvelle-Guinée
- Diplazium rosenstockii (Copel.) Brownlie (1969) - Woodsiacée des îles Loyauté (Nouvelle-Calédonie) (Athyrium rosenstockii Copel.)
- Doryopteris rosenstockii Brade (1931) - Adiantacée du Brésil (Rio de Janeiro)
- Elaphoglossum rosenstockii Christ (1907) - Lomariopsidacée d'Équateur
- Huperzia rosenstockiana (Herter) Holub (1985) - Lycopodiacée
- Hymenophyllum rosenstockii Brause (1920) - Hyménophyllacée de Nouvelle-Guinée (Meringium rosenstockii (Brause) Copel.)
- Lindsaea rosenstockii Brause (1920) - Dennstaedtiacée de Nouvelle-Guinée
- Nephrolepis rosenstockii Brause (1912) - Oleandracée de Nouvelle-Guinée
- Polybotrya rosenstockiana Brade (1969) - Dryoptéridacée
- Polypodium rosenstockii Maxon (1914) - Polypodiacée du Brésil
- Prosaptia rosenstockii Copel. (1931) - Grammitidacée
- Pteris rosenstockii C.Chr. (1937) - Ptéridacée de Nouvelle-Guinée et des Moluques
- Sphaeropteris rosenstockii (Brause) R.M.Tryon (1970) - Cyatheacée de Nouvelle-Guinée (Cyathea rosenstockii Brause)
- Thelypteris rosenstockii (C.Chr.) R.M.Tryon – 1967 - Thélyptéridacée d'Équateur (Dryopteris rosenstockii C.Chr., Lastrea rosenstockii (C.Chr.) Copel.)
- Trichomanes rosenstockii Alderw. -- 1912 - Hyménophyllacée de Bornéo.